# Châtenois (Vosges)
Châtenois ist eine französische Kleinstadt mit 1.721 Einwohnern (Stand: 1. Januar 2022) im Département Vosges in der Region Grand Est (bis 2015 Lothringen). Sie gehört zum Arrondissement Neufchâteau und zum Kanton Mirecourt. Die Einwohner werden Castiniens genannt.

## Geografie
Châtenois liegt etwa 14 Kilometer südöstlich von Neufchâteau am Fluss Vair. Umgeben wird Châtenois von den Nachbargemeinden Courcelles-sous-Châtenois und Balléville im Norden, Viocourt im Nordosten, Houécourt im Osten, La Neuveville-sous-Châtenois im Südosten, Longchamp-sous-Châtenois und Darney-aux-Chênes im Süden, Rouvres-la-Chétive im Südwesten und Westen sowie Vouxey und Dolaincourt im Nordwesten. Châtenois hat einen Anschluss an die Autobahn 31.

## Geschichte
Als Castinetum entstand die Siedlung bereits in gallorömischer Zeit. Für die Herzöge von Lothringen (→ Châtenois (Adelsgeschlecht)) war Châtenois eine bedeutsame Festung im Mittelalter.

### Bevölkerungsentwicklung
| Jahr                       | 1962 | 1968 | 1975 | 1982 | 1990 | 1999 | 2006 | 2012 | 2020 |
| Einwohner                  | 1014 | 1591 | 2110 | 2237 | 2065 | 1906 | 1792 | 1785 | 1719 |
| Quellen: Cassini und INSEE |      |      |      |      |      |      |      |      |      |

## Sehenswürdigkeiten
- monumentales Kreuz (Croix de village) aus dem Jahr 1746, Monument historique[1]
- Kirche Saint-Pierre, alte Priorei einer Benediktinerabtei aus dem Jahr 1069

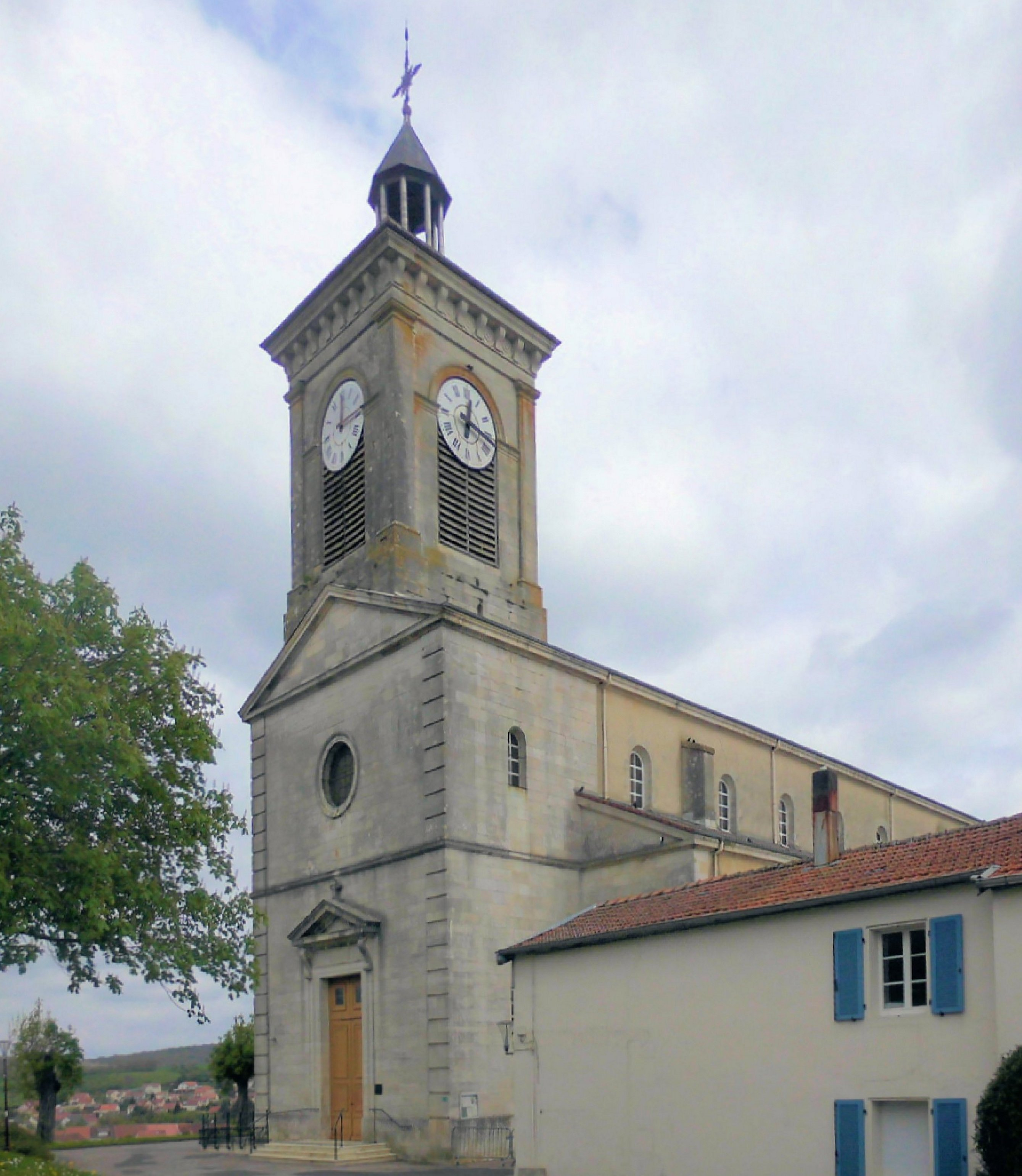
Kirche Saint-Pierre
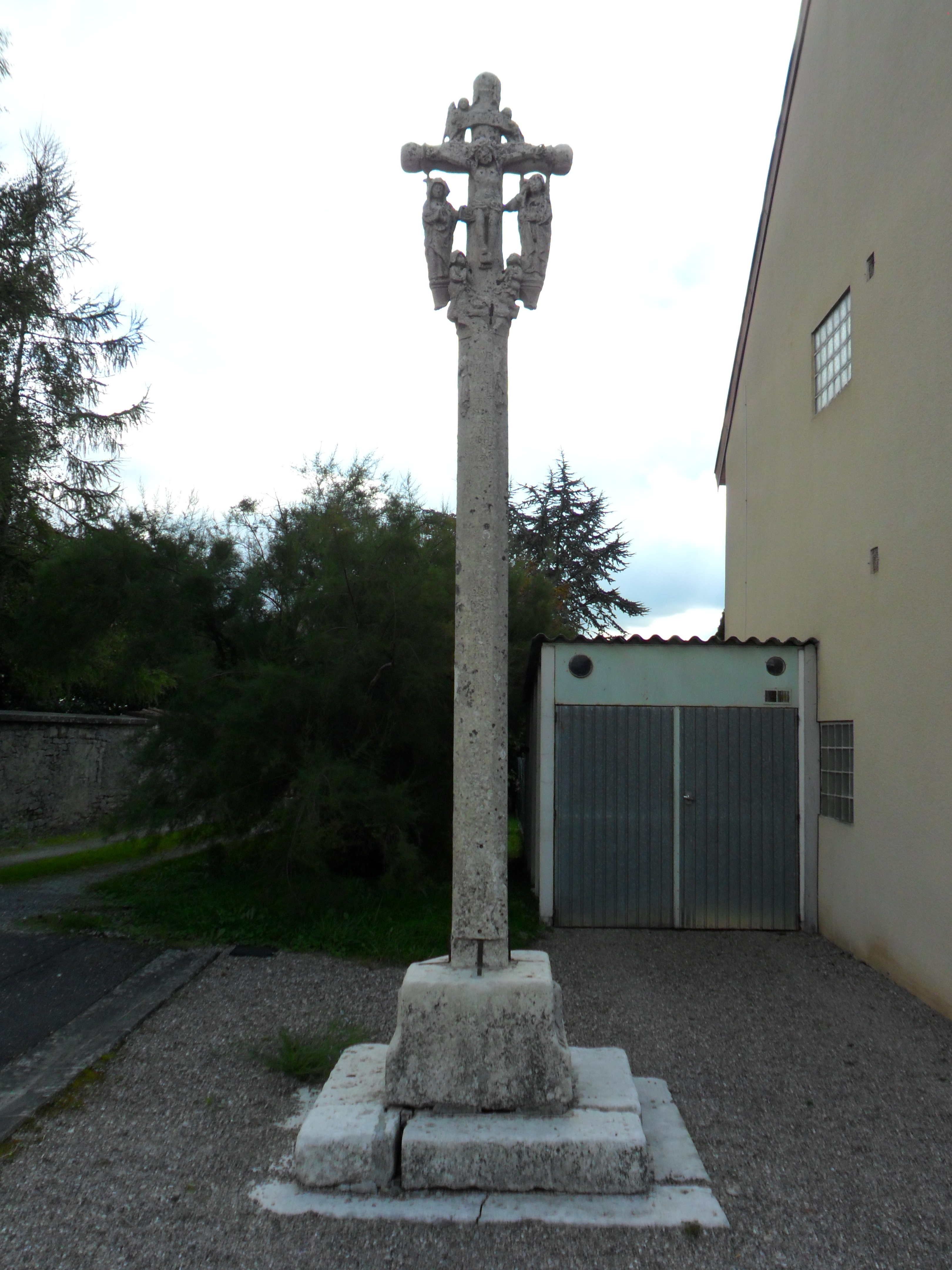
Monumentalkreuz
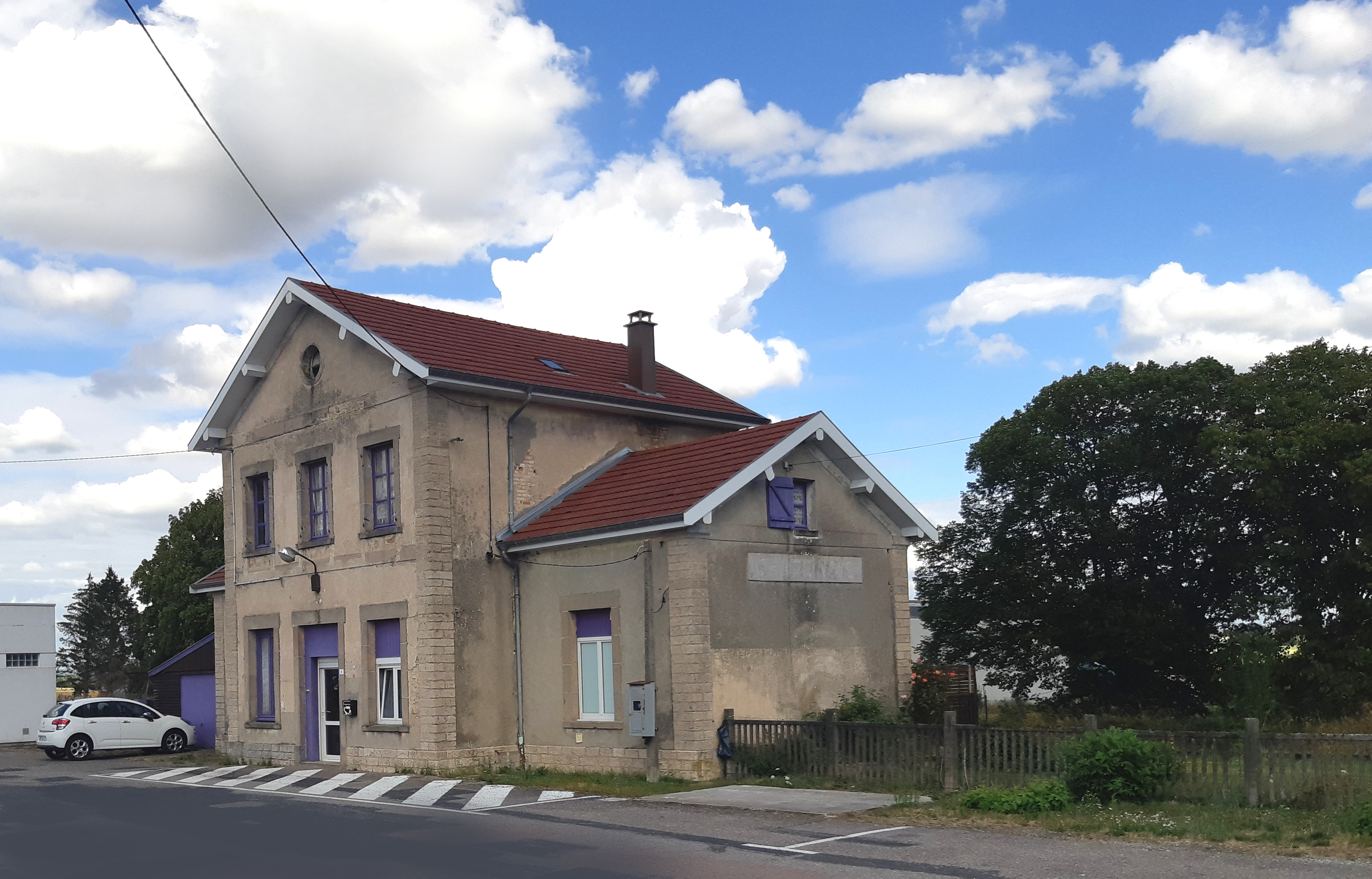
Bahnhof Châtenois

## Partnerschaft
Mit einer Schule in der deutschen Stadt Heide in Schleswig-Holstein besteht seit 1991 ein reger Austausch.

## Belege
1. ↑  Croix de Village in der Base Mérimée des französischen Kulturministeriums (französisch)